# Beauregard-et-Bassac
Beauregard-et-Bassac ist eine französische Gemeinde mit 308 Einwohnern (Stand 1. Januar 2022) im Département Dordogne in der Region Nouvelle-Aquitaine (vor 2016: Aquitanien). Sie gehört zum Arrondissement Périgueux (bis 2016: Arrondissement Bergerac) und zum Kanton Périgord Central.
Der Name in der okzitanischen Sprache lautet Beuregard e Bassac. Der erste Namensteil geht auf das nord-okzitanische beu regard zurück, das „Ort mit weitem Blick“ bedeutet und auf die geografische Lage auf einer Anhöhe hinweist. Der Namensteil Bassac ist älteren Ursprungs und geht vermutlich auf eine Familie in gallorömischer Zeit namens „Bassus“ zurück.
Die Einwohner werden Beauregards und Beauregardes genannt.

## Geographie
Beauregard-et-Bassac liegt ca. 25 km südwestlich von Périgueux und ca. 20 km nordöstlich von Bergerac in der Region Landais der historischen Provinz Périgord.
Umgeben wird Beauregard-et-Bassac von den Nachbargemeinden:
|          | Saint-Maime-de-Péreyrol                     |         |
| Douville | Kompassrose, die auf Nachbargemeinden zeigt | Fouleix |
|          | Saint-Martin-des-Combes                     |         |

Beauregard-et-Bassac liegt im Einzugsgebiet des Flusses Dordogne. Die Crempse, eines seiner linken Nebenflüsse, entspringt in Beauregard-et-Bassac. Der Tabac, ein Zufluss der Crempse, bewässert ebenfalls das Gebiet der Gemeinde.

## Geschichte
Der englische König Eduard I. gründete Beauregard im Jahre 1286 als eine kleine Bastide, um den Norden der Dordogne besser zu kontrollieren. 15 kleine Dörfer im Umkreis der Bastide standen ihr unter. Im Hundertjährigen Krieg wurde die Siedlung von den Engländern zerstört, im 16. Jahrhundert im Rahmen der Hugenottenkriege von katholischen und protestantischen Truppen verwüstet. 1794 wurden die zwei Kilometer auseinanderliegenden Gemeinden Beauregard und Bassac zur Gemeinde Beauregard-et-Bassac vereinigt.

### Toponymie
Toponyme und Erwähnungen von Beauregard waren:
- Bellus Regardus (1346),
- Bel Regart und Bellus Respectus (1359, Collection de l’abbé de Lespine, Band 10),
- Bellus Reguardus (1364),
- Beauregard (1750 und 1793, Karte von Cassini bzw. Notice Communale).

Toponyme und Erwähnungen von Bassac waren:
- Bacaicum (852),
- Bassacum (1268),
- Beauregard (1750 und 1793, Karte von Cassini bzw. Notice Communale).[4][5][6][7]

### Einwohnerentwicklung
Nach Beginn der Aufzeichnungen stieg die Einwohnerzahl in der ersten Hälfte des 19. Jahrhunderts auf einen Höchststand von 700. In der Folgezeit sank die Größe der Gemeinde bei kurzen Erholungsphasen bis zu den 1980er Jahren auf rund 195 Einwohner, bevor eine moderate Wachstumsphase einsetzte, die in jüngster Zeit wieder stagniert.
| Jahr      | 1962 | 1968 | 1975 | 1982 | 1990 | 1999 | 2006 | 2010 | 2022 |
| --------- | ---- | ---- | ---- | ---- | ---- | ---- | ---- | ---- | ---- |
| Einwohner | 238  | 203  | 206  | 193  | 209  | 197  | 269  | 282  | 308  |

## Sehenswürdigkeiten

### Pfarrkirche in Beauregard
Zu Zeiten der Seigneurs von Beauregard stand in ihrer Stelle die Kapelle des Schlosses. Die heutige Kirche wurde 1880 errichtet.

### KapelleNotre-Damein Bassac

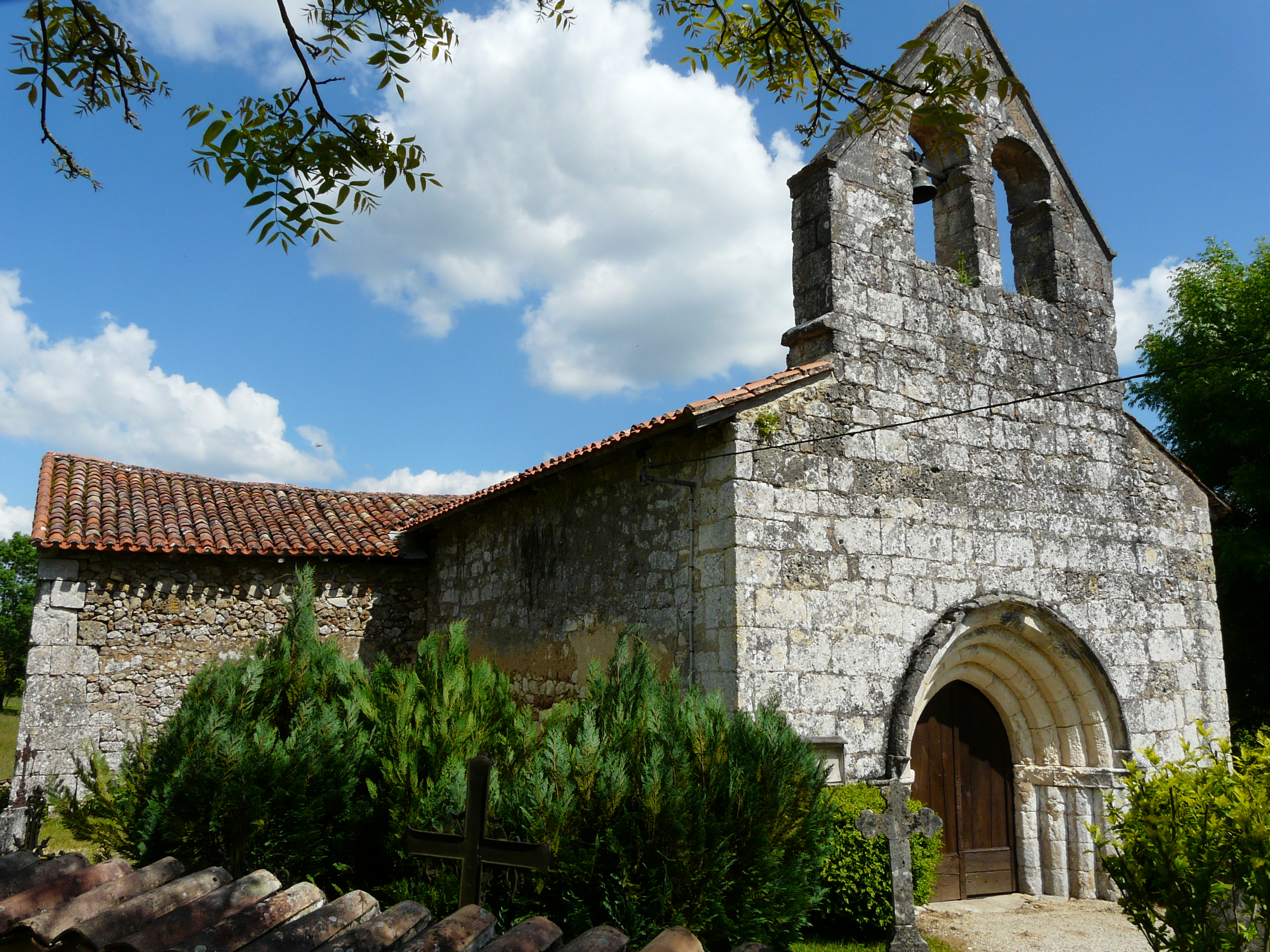
Kapelle Notre-Dame in Bassac

Der heilige Avitus (450–518) gründete eine Einsiedelei neben einer Quelle an der Stelle einer heidnischen Kultstätte. Um das Jahr 1000 wurde eine romanische Kirche errichtet, die der Jungfrau Maria gewidmet wurde. Im 12. Jahrhundert wurde die Vorhalle angebaut. Im Laufe der Jahrhunderte fügten die Hugenottenkriege der Kirche zahlreiche Beschädigungen zu. Der Chor wurde beim Wiederaufbau im gotischen Stil wiederhergestellt und zwei Seitenkapellen wurden hinzugefügt. Das Gotteshaus wurde Pfarrkirche und Zentrum von bedeutenden Wallfahrten bis zur Französischen Revolution, die den Gottesdienstbetrieb für einige Jahre unterbrach. Nach der Revolution verlangten die Bewohner der Gemeinde die Wiedereinführung der Wallfahrten. 1894 strömten rund 1.000 Wallfahrer aus den umliegenden Gemeinden hierher, um die Jungfrau Maria zu ehren. Seitdem hält eine kleine Versammlung von Gläubigen die Erinnerung jedes Jahr am ersten Sonntag im September wach. Im Chor befindet sich eine polychrome Marienstatue aus Stein aus dem 16. Jahrhundert, die eine frühere Statue ersetzt, die verlorengegangen ist. Die Seitenkapellen bergen Seitenaltäre aus vergoldetem bzw. polychromem Holz. Letzterer ist mit einem Malteserkreuz verziert, dessen Auslöser unbekannt ist. 1986 wurden bei Restaurierungsarbeiten eine Litre funéraire mit fünf Wappen der Familie Aubusson freigelegt, die von 1520 bis in das 18. Jahrhundert das Schloss Beauregard bewohnten und Güter in Bassac besaßen. Leider wurde es beim Sandstrahlen der Wände zerstört. Im Hintergrund des Chors befinden sich Reste des Altars aus Stein aus der romanischen Zeit, der im 19. Jahrhundert stark beschädigt wurde. Der hölzerne Altar im Chor wurde aus Algerien gerettet und der Gemeinde von Pater Michel Ventose im Jahre 1997 übergeben.

Kapelle Notre-Dame
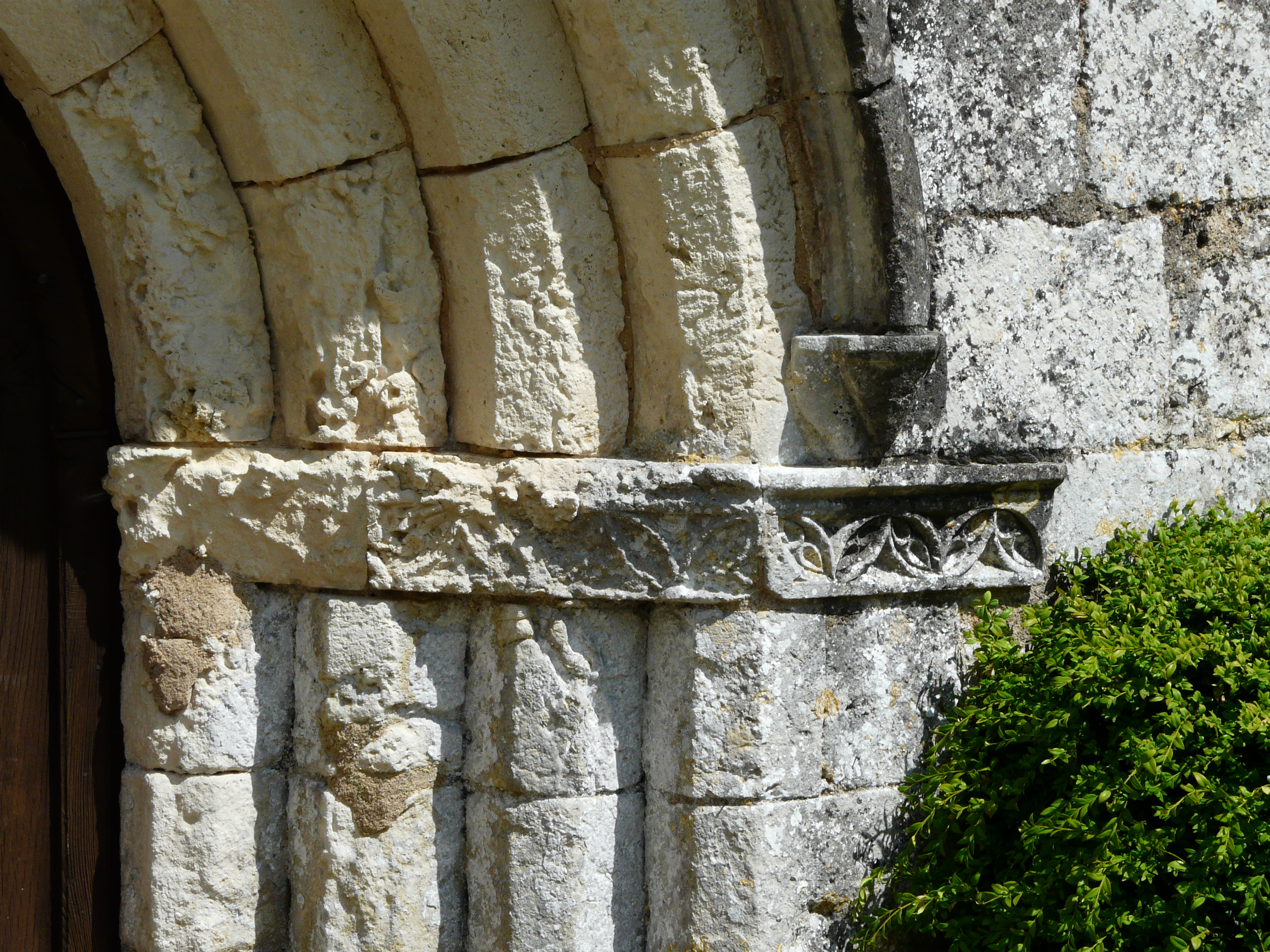
Kapitelle am Eingangsportal
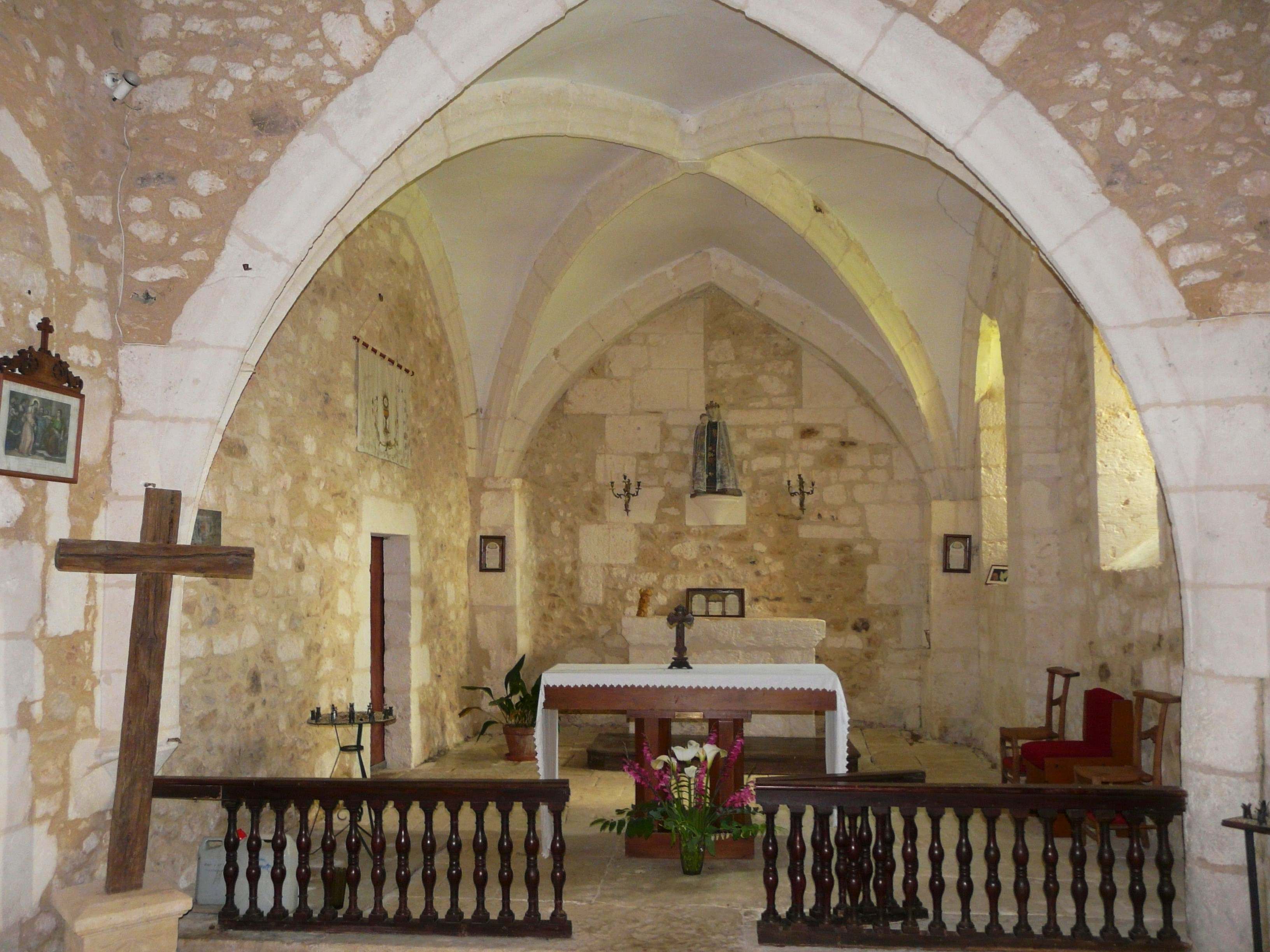
Chor
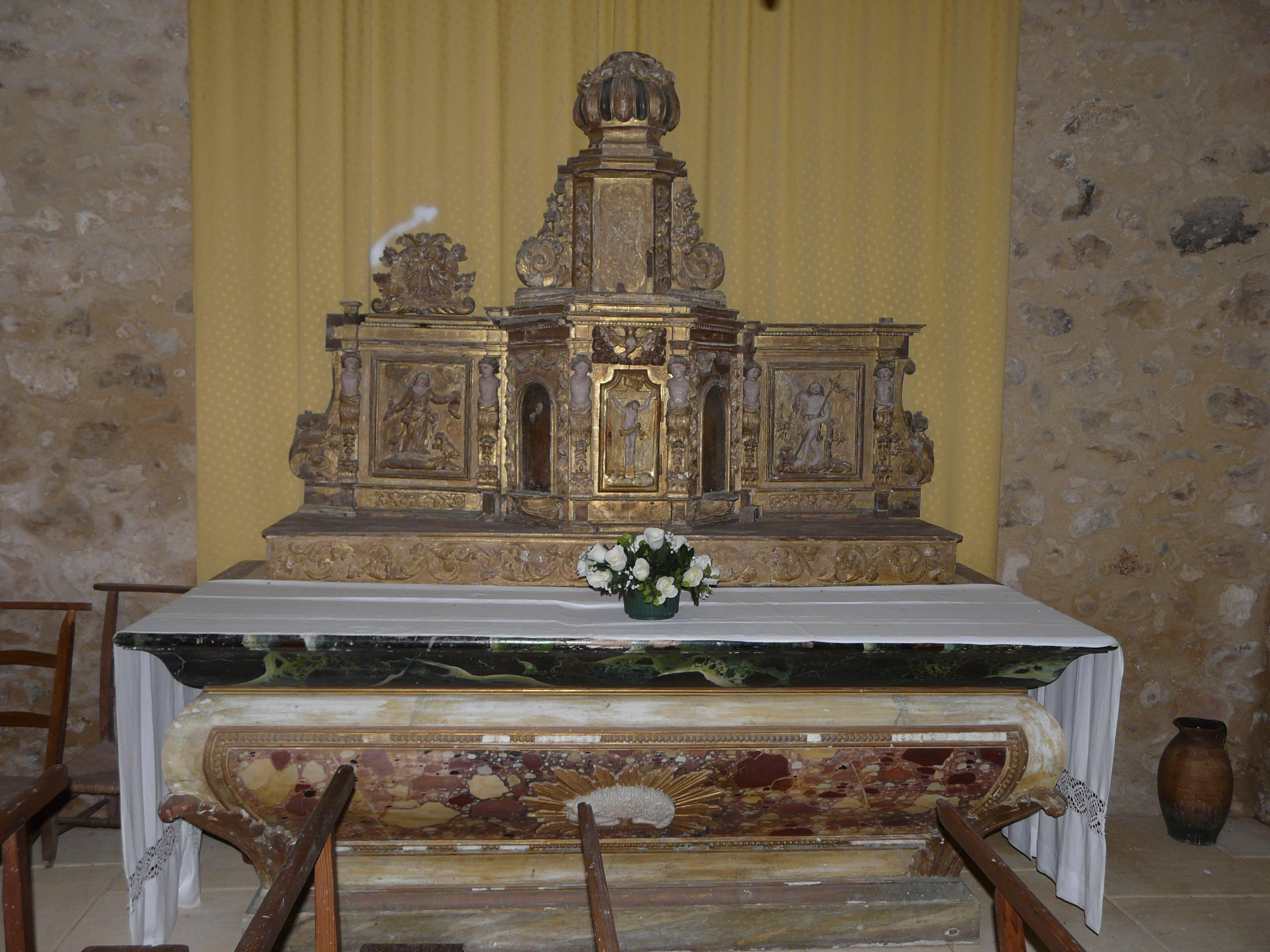
Nebenaltar der nördlichen Seitenkapelle
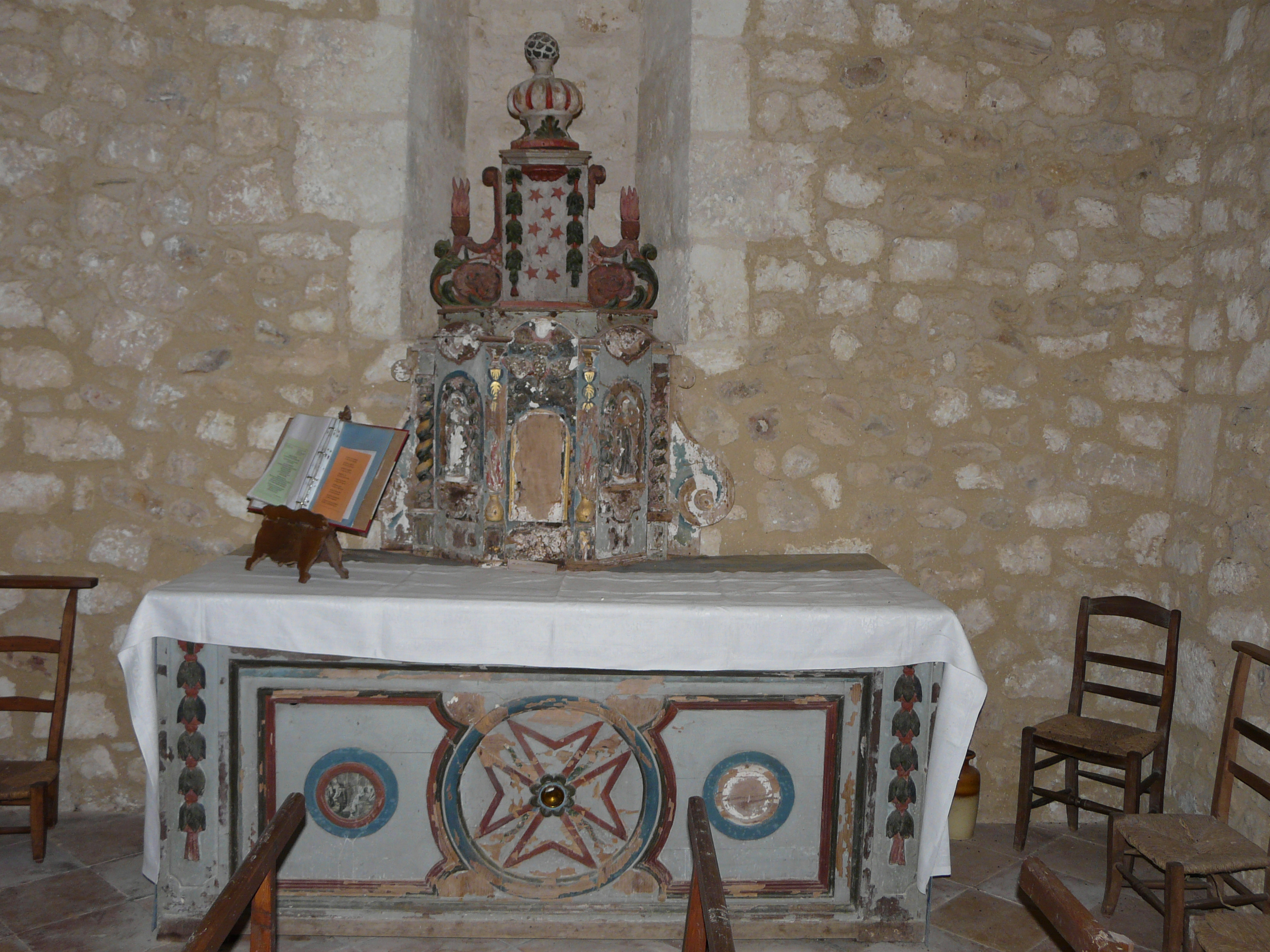
Nebenaltar der südlichen Seitenkapelle

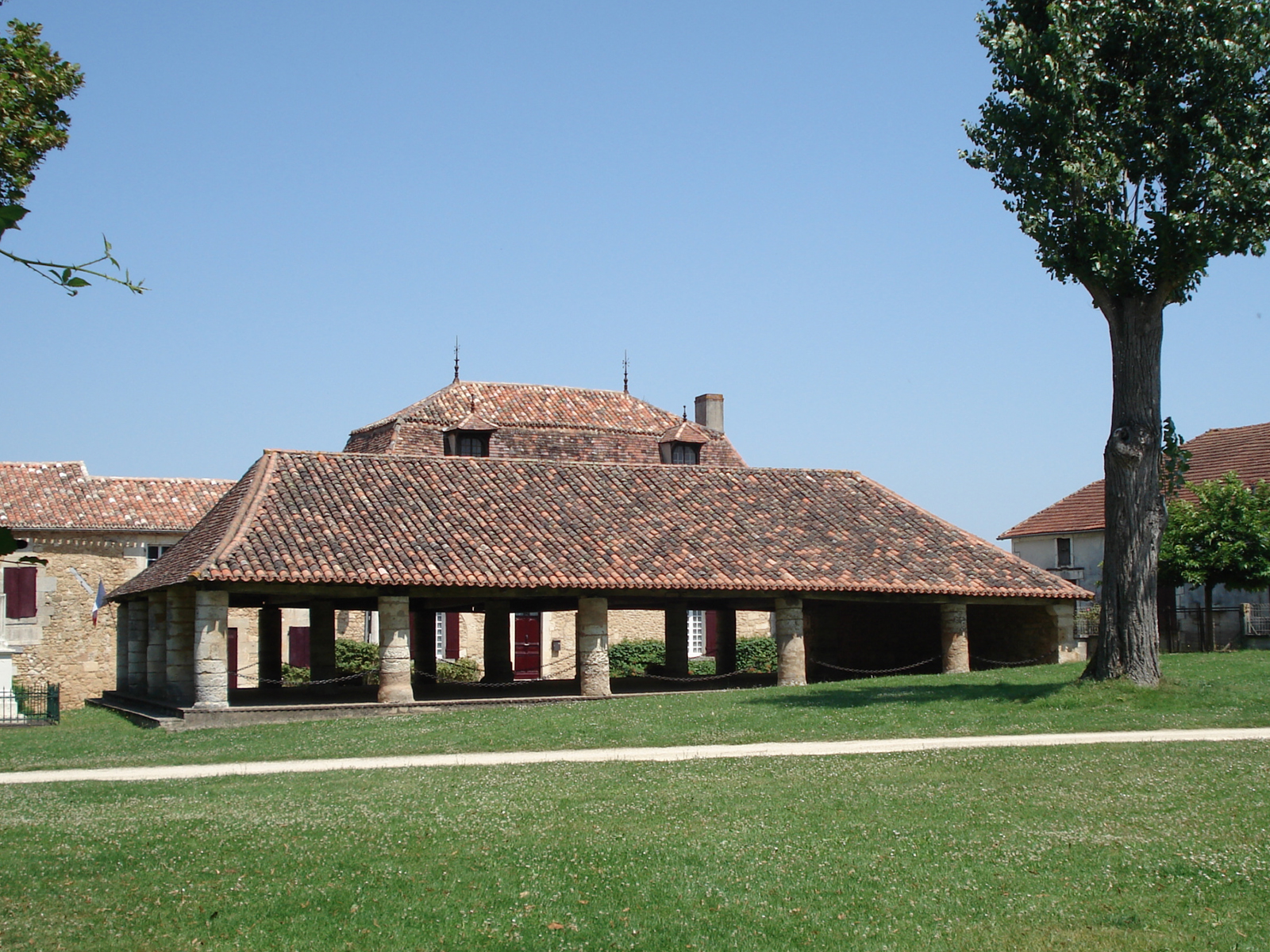
Markthalle

### Markthalle
Sie wurde im 12. Jahrhundert von den Engländern errichtet. Ihre Länge beträgt 20,30 m, ihre Breite 15 m, ihre Höhe 10 m. 17 Pfeiler stützen die Dachkonstruktion, wobei der Dachstuhl von sieben dicken Trägern getragen wird. Im Mittelalter wurde hier jeden Mittwoch ein Markt abgehalten. Eine Anordnung von 1286 schrieb vor, dass die festen Preise am Stand ausgehängt werden mussten. Es gab auch Jahrmärkte anlässlich der Festtage des heiligen Fronto von Périgueux, der Jungfrau Maria und Marias Aufnahme in den Himmel.

### Schloss Beauregard
Das heutige Schloss in der Nähe der Quelle der Crempse datiert aus dem 16. Jahrhundert und ist ein Überbleibsel der Bastide, die vom englischen König gegründet wurde. Sie war im Besitz vom französischen König Philipp IV. und gelangte in der Folge in die Hände von Hélie de Talleyrand-Périgord und der Familien Abzac und Aubusson. In den 1960er Jahren wurde das Gebäude schließlich als Ferienlager genutzt.

### Schloss Pomport

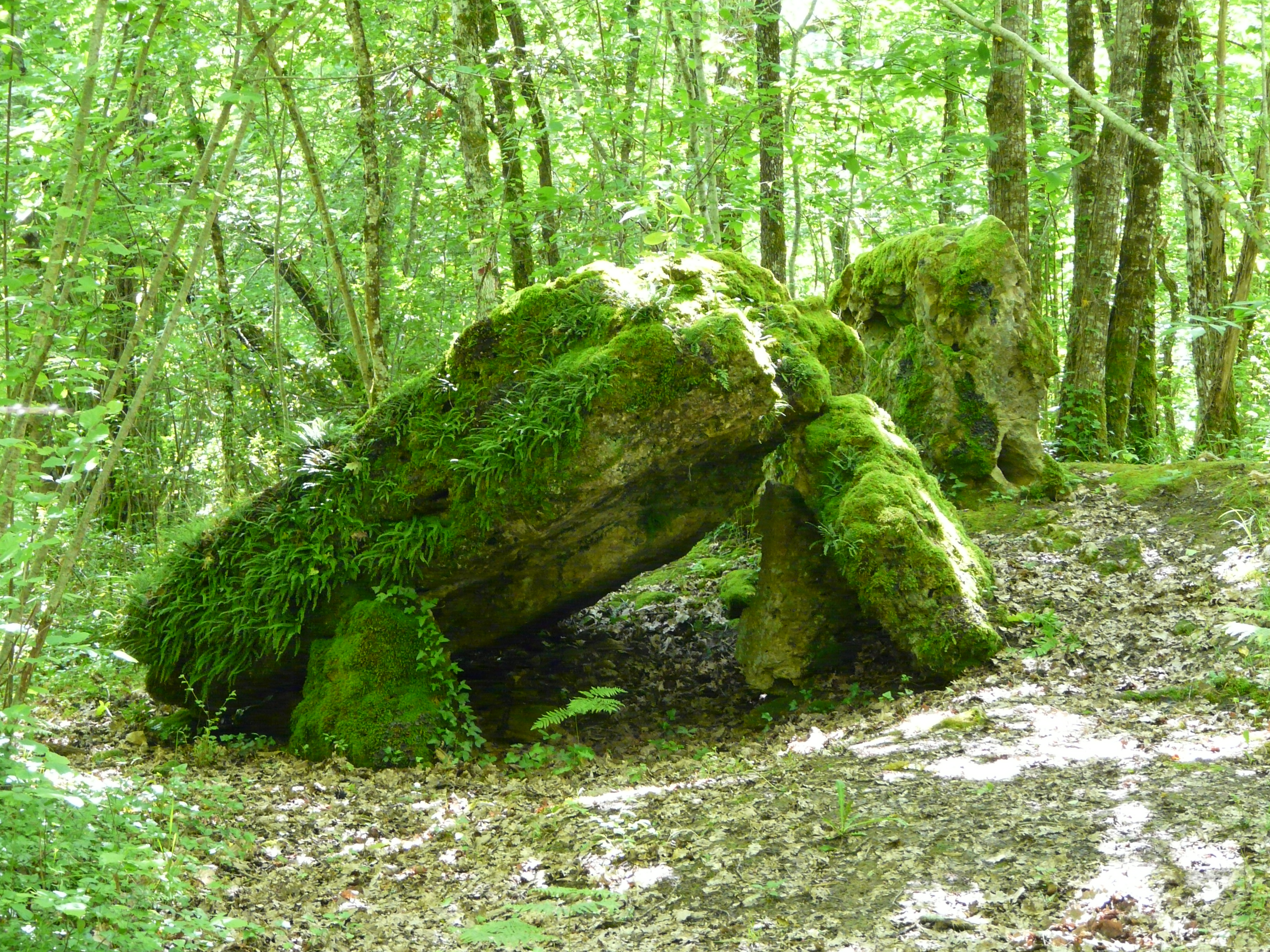
Dolmen La Pierre Levée

Das Schloss mit Mühle wurde im 16. Jahrhundert westlich der Bastide gebaut, um diese mit Nahrungsmitteln zu versorgen. Das ehemalige Wohnhaus der Familie Bourdieu befindet sich einige Meter von der Mühle entfernt und zeigt Spuren einer Befestigung. Es handelt sich um einen zweigeschossigen, mit Zwillingsfenstern ausgestatteten Wohntrakt. Zwei Türme sind angefügt, wovon einer das Treppenhaus birgt. Der wichtigste Turm ist hierbei mit einer Schießscharte für Kanonen ausgerüstet. Das Schloss befindet sich in Privatbesitz und ist der Öffentlichkeit nicht zugänglich.

### Dolmen La Pierre Levée
Es handelt sich um einen Dolmen simple, der zwischen 3.500 v. Chr. und 1.800 v. Chr. errichtet wurde. Er befindet sich ca. 2 km westlich des Gemeindezentrums  mitten im Wald. Der Dolmen ist seit 1940 als Monument historique klassifiziert.

## Wirtschaft und Infrastruktur
Der Tourismus ist einer der wichtigsten Wirtschaftsfaktoren der Gemeinde.

### Bildung
Die Gemeinde verfügt über eine öffentliche Vor- und Grundschule mit 50 Schülerinnen und Schülern im Schuljahr 2018/2019.

### Sport und Freizeit
- Der Rundweg Circuit des Fontaines besitzt eine Länge von 12,1 km bei einem Höhenunterschied von 74 m. Er führt vom Zentrum durch das Gebiet der Gemeinde an Quellen und am Dolmen La Pierre Levée vorbei.[16]

- Ein weiterer Rundweg namens Circuit de Peymira mit einer Länge von 6,4 km und einem Höhenunterschied von 79 m führt zu Fuß, mit dem Fahrrad oder auf dem Pferderücken vom Zentrum durch das Gebiet der Gemeinde größtenteils unasphaltiert durch waldiges Gelände.[17]

### Verkehr
Beauregard-et-Bassac ist erreichbar über die Routes départementales 21, 38 und 42 sowie über die Route nationale 21, die Périgueux mit Bergerac verbindet.

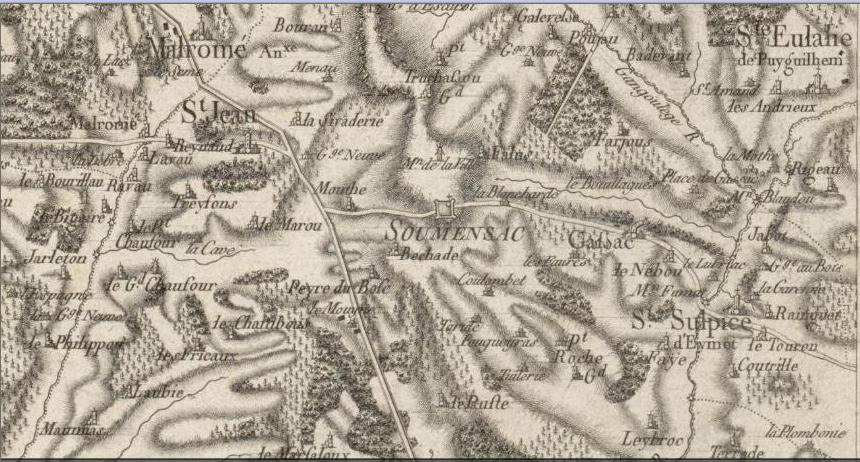
Ausschnitt aus der Karte von Belleyme

## Persönlichkeiten
- Pierre de Belleyme, geboren 1747 in Bassac, gestorben 1819 in Paris, war Kartograf in den Diensten des französischen Königs Ludwig XV. Sein bedeutendes Werk ist die nach ihm benannte Carte de Belleyme, die die Provinz Guyenne erfasste und deren ersten Blätter 1785 veröffentlicht wurden.[18]